# Jiří Pomeje
Jiří Pomeje (ur. 13 grudnia 1964 w Czeskich Budziejowicach, zm. 26 lutego 2019 w Pradzie) – czeski aktor i producent filmowy.

## Filmografia
Filmy fabularne
- 1987: Pravidla kruhu
- 1988: Čekání na Patrika jako Honza
- 1988: Dotyky jako Ivan
- 1988: Vlastně se nic nestalo jako Merhaut
- 1989: Jastrzębia mądrość (Jestrábí moudrost) jako Marcin Kowal
- 1989: Muka obraznosti jako Marek Paar
- 1990: Tichá bolest jako Holoubek
- 1991: Zírej, holube! (TV)
- 1993: Nahota na prodej jako adiutant
- 1994: Playgirls 1 jako Tom Rodr
- 1994: Playgirls 2 jako Tom Rodr
- 1996: O trzech rycerzach, pięknej damie i lnianej sarce (O třech rytířích, krásné paní a lněné kytli) jako rycerz króla
- 1998: Zielona ryba (O perlové panně) jako lider
- 1998: Hanele jako porucznik
- 2000: Začátek světa jako taksówkarz
- 2002: Anielska twarz (Andělská tvář) jako Filip
- 2004: Kameniak 2 (Kameňák 2) jako praktykant
- 2010: Milion dolarów jako Arek

Seriale telewizyjne
- 1996: Gospoda (Hospoda) jako fan piłki nożnej

Dubbing
- 1989: Kickboxer – Kurt Sloane (Jean-Claude Van Damme)
- 1990: Lwie serce – Lyon Gaultier (Jean-Claude Van Damme)
- 1991: Shogun Mayeda – Daigoro Mayeda (Shō Kosugi)
- 1991: Podwójne uderzenie – Alex Wagner / Chad Wagner (Jean-Claude Van Damme)
- 1992: Poza prawem – Dan Saxon (Charlie Sheen)
- 1992: Tango i Cash – Ray Tango (Sylvester Stallone)
- 1994: Rewolwerowcy (Gunmen) – Cole Parker (Mario Van Peebles)
- 1994: Głupi i głupszy – Harry (Jeff Daniels)
- 1995: Terminator – Terminator T-800 (Arnold Schwarzenegger)
- 1998: Krok za krokiem – Moose (Donald Gibb)
- 2002: Pasażer – agent Jacques Kristoff (Jean-Claude Van Damme)